# Genji Monogatari

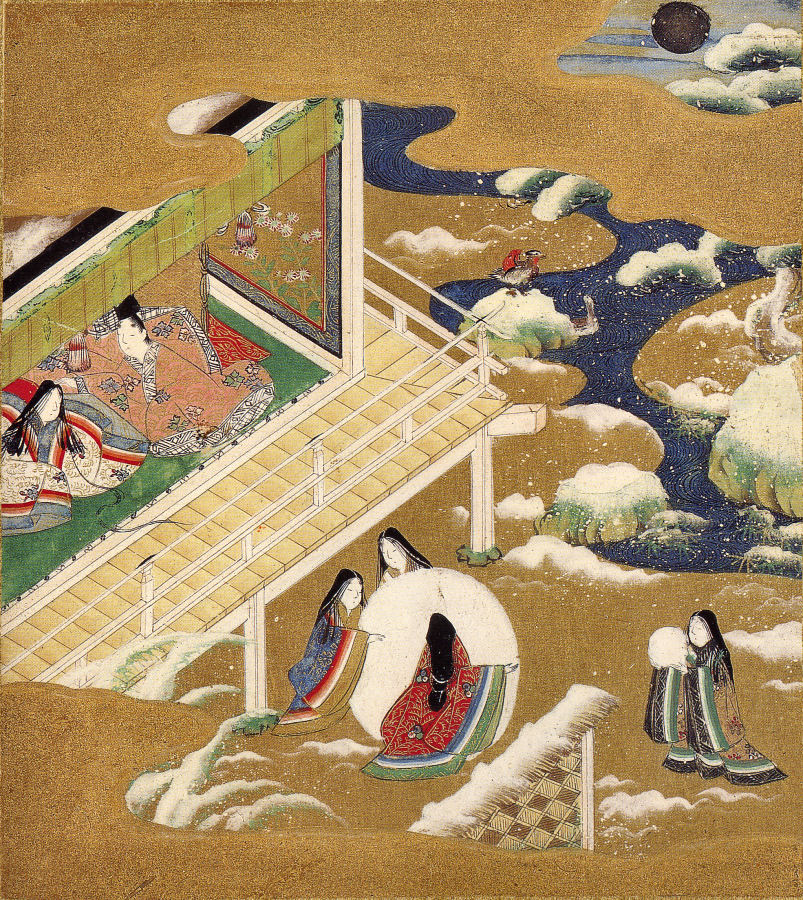
Ilustração do capítulo vinte – 朝顔 Asagao.Atribuida a Tosa Mitsuoki (1617–91).

Genji Monogatari (源氏物語, lit. O Conto de Genji) é um livro de literatura clássica japonesa de autoria atribuída à fidalga Murasaki Shikibu e escrito no começo do século XI, durante o Período Heian da história do Japão. É considerado o primeiro romance literário do mundo.

## Detalhes técnicos
O Genji foi escrito capítulo por capítulo, por partes, enquanto Murasaki entregava o conto para as mulheres da aristocracia (o yokibito). Ele tem muitos elementos encontrados em um romance moderno: um personagem principal e um número muito grande de personagens principais e secundários, com uma caracterização bem desenvolvida de todos os personagens centrais, uma seqüência de eventos que acontecem ao longo de vida do personagem principal e mais além. O trabalho não faz uso de um enredo; em vez disso, assim como na vida real, eventos acontecem e os personagens evoluem simplesmente com o passar do tempo. Uma característica notável do Genji, e da habilidade de Murasaki, é sua consistência interna, apesar de um dramatis personae (quantidade total de personagens) de cerca de 400 pessoas. Por exemplo, todos os personagens envelhecem à mesma velocidade e toda a família e as relações feudais são consistentes em todos os capítulos.
Uma complicação para os leitores e tradutores do Genji é que quase nenhum dos personagens no texto original recebe um nome explícito. Os personagens são, ao invés disso, chamados por sua função ou papel (por exemplo, Ministro da Esquerda), um título honorífico (por exemplo, Sua Excelência), ou sua relação com outros personagens (por exemplo, Herdeiro natural), que podem mudar completamente à medida que o romance progride. Esta falta de nomes decorre dos costumes da corte do período  Heian, que considerava inaceitável mencionar livremente o nome de um personagem de forma familiar . Leitores modernos e tradutores têm, em maior ou menor grau, usado vários apelidos para acompanhar as ações dos personagens.

## Relevância
Genji Monogatari é uma obra importante da literatura japonesa, e inúmeros autores modernos a têm citado como inspiração. Ele é conhecido pela sua consistência interna, descrição psicológica, e caracterização dos personagens. O romancista Yasunari Kawabata disse em seu discurso de aceitação do Prêmio Nobel: "Genji Monogatari é, em particular, o ponto mais alto da literatura japonesa. Até hoje não existiu uma peça de ficção comparável a ele ".

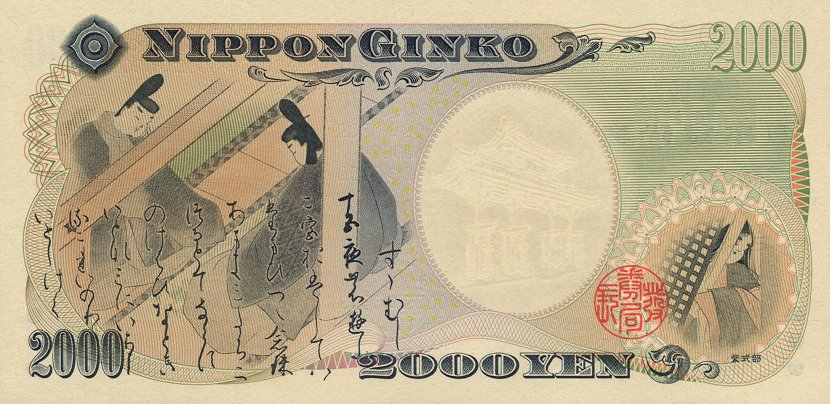
Nota de 2 mil ienes com Genji Monogatari e Murasaki Shikibu no canto direito.

Genji Monogatari também é muitas vezes chamado de "o primeiro romance", embora haja muito debate sobre isso – inclusive a controvérsia se Genji Monogatari pode ser considerado um "romance". Alguns levam em consideração o insight psicológico, a complexidade e unidade da obra para qualificá-lo com o status de "romance", ao mesmo tempo desqualificando obras anteriores de ficção em prosa. Outros vêem esses argumentos como subjetivos e poucos convincentes. Alegações parecidas, talvez em uma tentativa de contornar esses debates, dizem que Genji Monogatari é o "primeiro romance psicológico" ou "romance histórico", "o primeiro romance continua a ser considerado um clássico" ou outros termos mais qualificados. No entanto, os críticos têm quase sempre descrito Os Contos de Genji como o mais antigo, o primeiro e/ou maior romance da literatura japonesa, apesar de defensores entusiasmados poderem ter negligenciado a categoria qualificada na literatura japonesa, levando a debates sobre a importância do livro na literatura mundial. Mesmo no Japão, os Contos de Genji não são uma unanimidade; o menos conhecido Ochikubo Monogatari tem sido proposto como "primeiro romance completo do mundo", mesmo que seu autor seja desconhecido . Apesar destes debates, O Conto de Genji goza de sólido respeito entre as obras de literatura e sua influência na literatura japonesa tem sido comparado a Arcadia, de Philip Sidney, da literatura inglesa.
O romance e outras obras novas de Murasaki são material de leitura básico nos currículos das escolas japonesas. O Banco do Japão emitiu a nota de dois mil ienes em sua homenagem, com uma cena do romance baseado no rolo ilustrado do século XII.

## Autoria

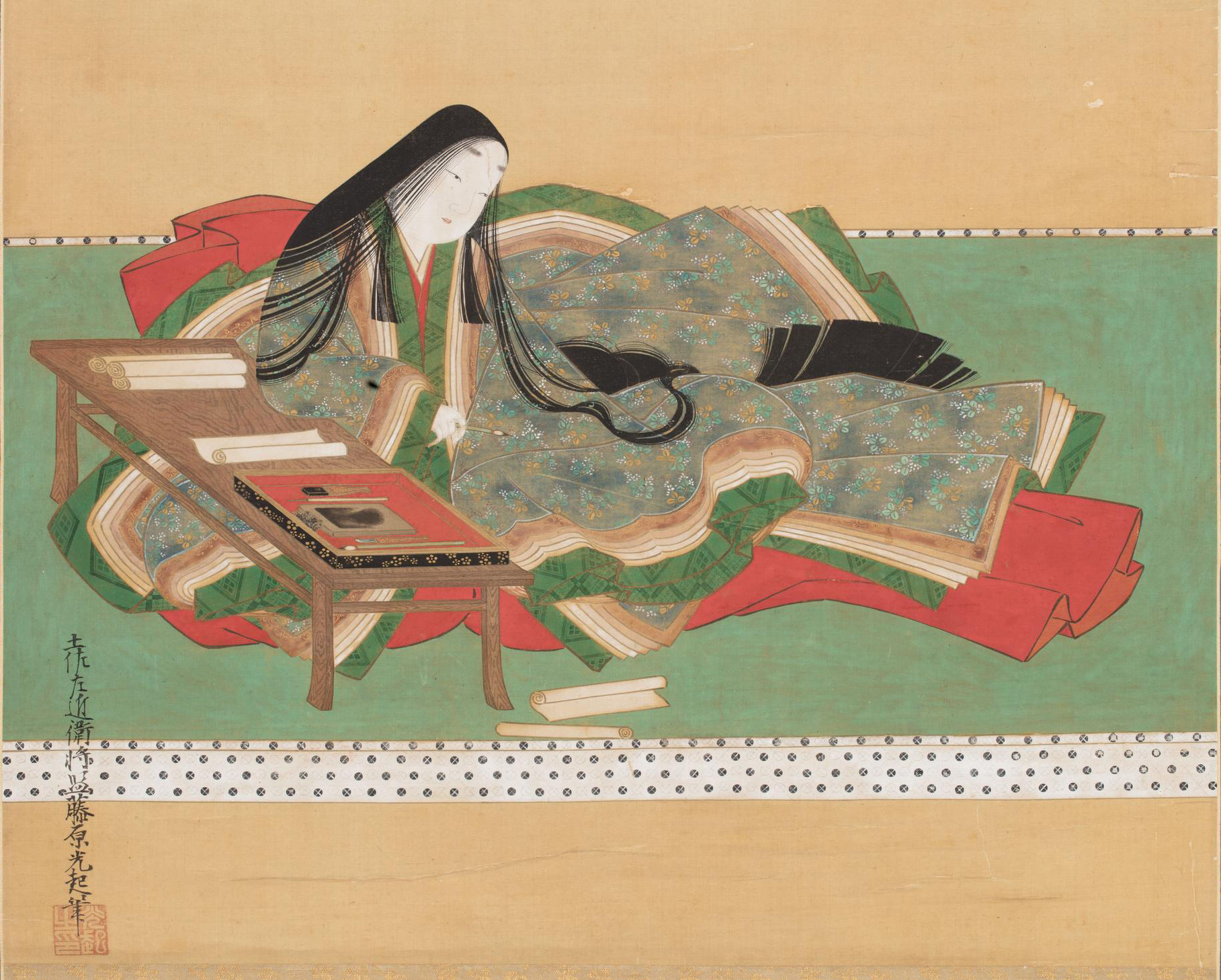
Murasaki Shikibu, ilustração de Tosa Mitsuoki, que fez uma série sobre Genji Monogatari (século XVII)

Apesar de não haver provas concretas a respeito da autoria desta obra, uma mulher que fazia parte da corte da imperatriz em finais do Século X e princípios do Século XI, chamada Murasaki Shikibu (紫 式部, em japonês), geralmente é considerada a autora do livro. Sabe-se o nome da autora somente indiretamente. Muitos literários acreditam que várias pessoas participaram de sua construção, especialmente na parte final da obra. Vários estudiosos atestam que existem vários indicadores de descontinuidade de autoria, principalmente nos últimos dez capítulos.  Somam-se a isso recentes estudos computacionais que confirmam tais observações, oferecendo um número ainda maior de discrepâncias no escrito.
O debate sobre quanto do Genji foi realmente escrito por Murasaki Shikibu já dura séculos e é provável que jamais será resolvido, a menos que alguma grande descoberta arquivística seja feita. É geralmente aceito que o conto foi concluído em sua forma atual de 1021, quando a autora do Sarashina Nikki escreveu um diário famoso sobre sua alegria em adquirir uma cópia completa do conto. Ela escreve que existem mais de cinqüenta capítulos e menciona uma personagem introduzida perto do fim dos trabalhos, por isso, se outros autores além de Murasaki Shikibu trabalharam no conto, o trabalho foi feito muito próximo da época de sua escrita.  O próprio diário de Murasaki Shikibu inclui uma referência ao conto: o apelido para ela própria de 'Murasaki', em alusão ao personagem principal do sexo feminino. Esse registro confirma que uma parte, senão a totalidade, do diário estava pronta em 1008, quando evidência interna sugere que a passagem foi escrita.
Fala-se que Murasaki escreveu sobre o personagem Genji baseado no Ministro da Esquerda na época em que ela estava na corte. Outros tradutores, como Tyler, mencionam o fato de que o personagem Murasaki no ue, que Genji, posteriormente, lhe faz sua esposa é baseado na própria Murasaki Shikibu. Curiosamente Murasaki Shikibu começou a escrever o romance a partir do Suma-capítulo 12 e Akashi-capítulo 13, antes de ela escrever o resto do livro.
Yosano Akiko, o primeiro autor a fazer uma tradução moderna do Genji Monogatari, acreditava que Murasaki Shikibu tinha apenas escrito os capítulos 1 a 33, e que os capítulos 35-54 foram escritos por sua filha Daini no Sanmi.Outros estudiosos também duvidaram da autoria de capítulos 42 a 54 (particularmente o 44, que contém raros exemplos de erros de continuidade).

## Enredo

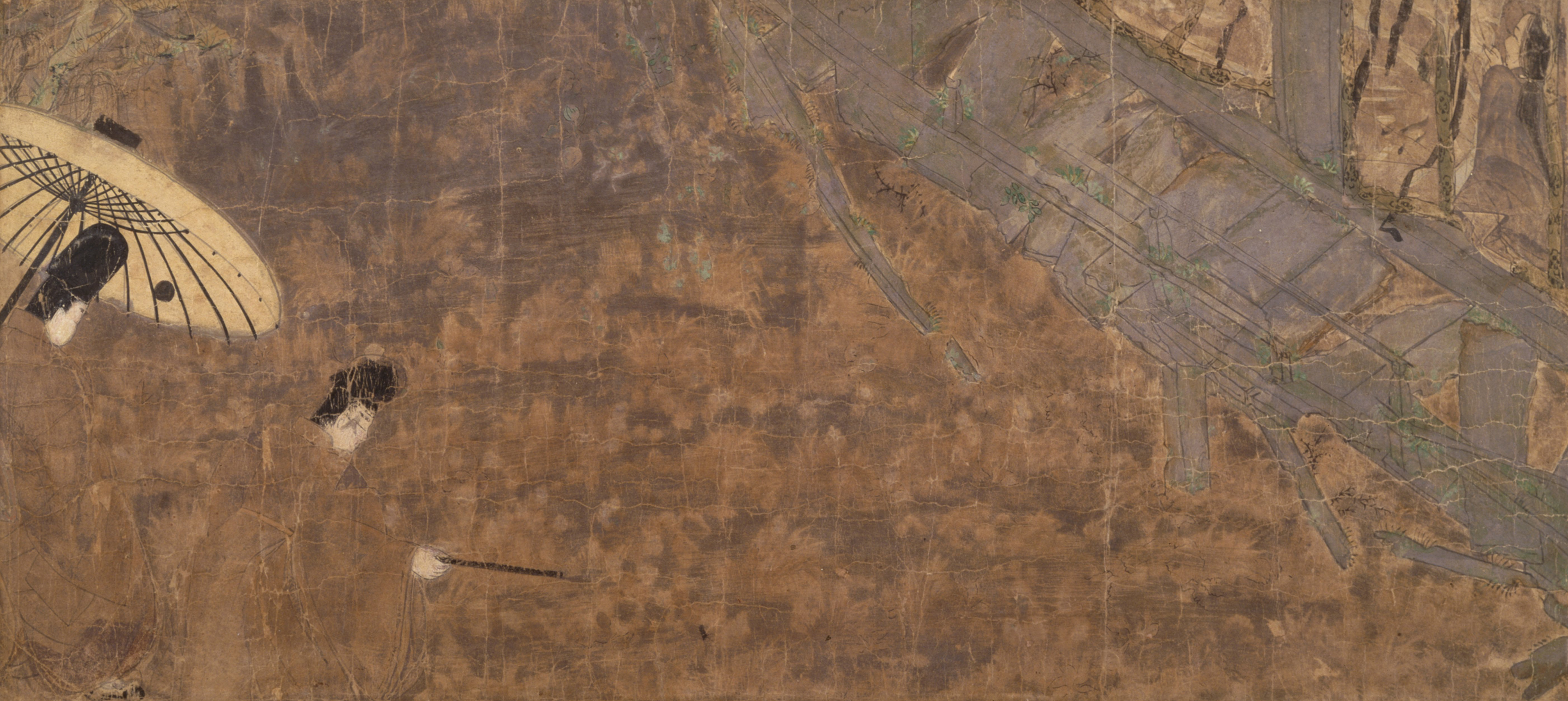
Cap. 15 – 蓬生 Yomogiu ("Desperdício de ervas"). Cena do rolo ilustrado do século XII Genji Monogatari Emaki guardado no Museu de Arte de Tokugawa.

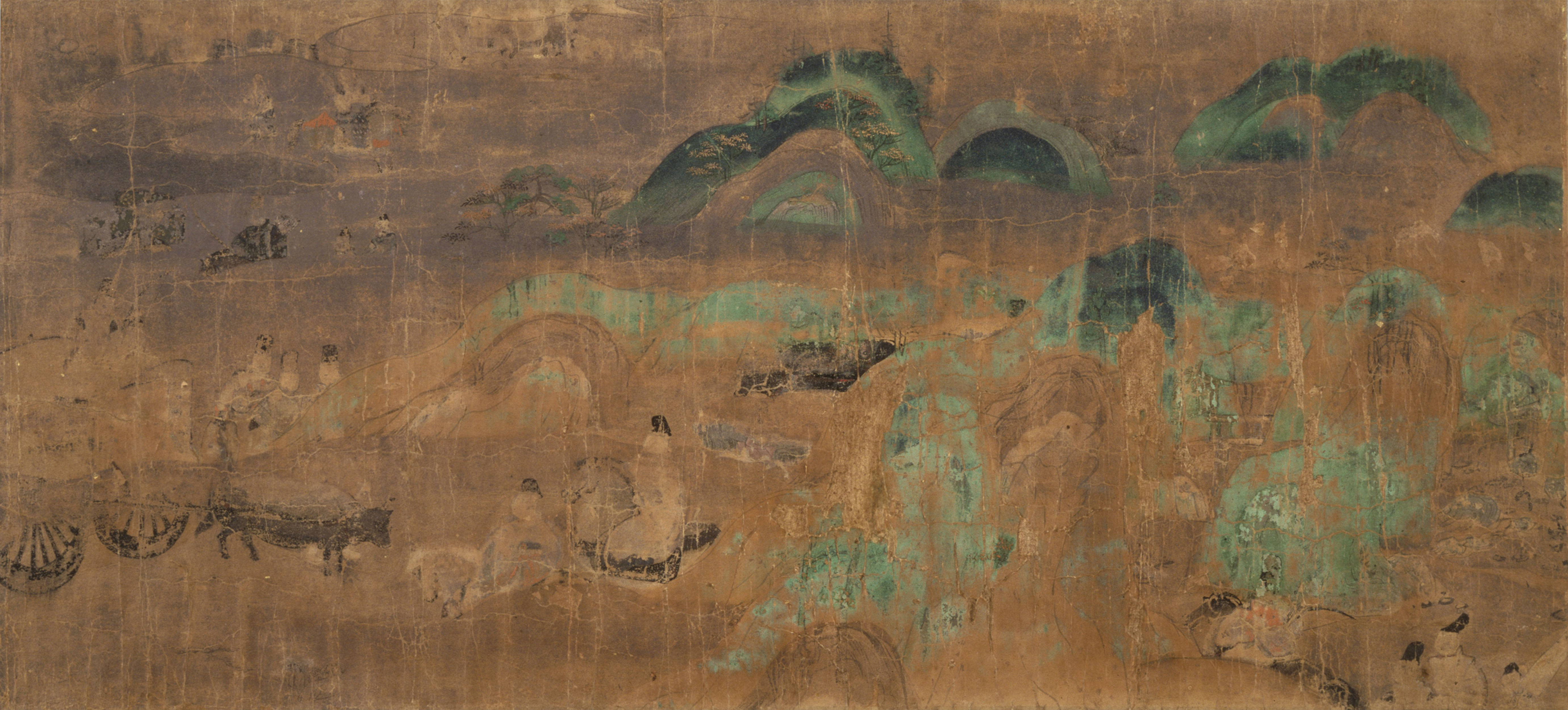
Cap. 16 – 関屋 Sekiya ("Na passagem"). Museu de Arte de Tokugawa.

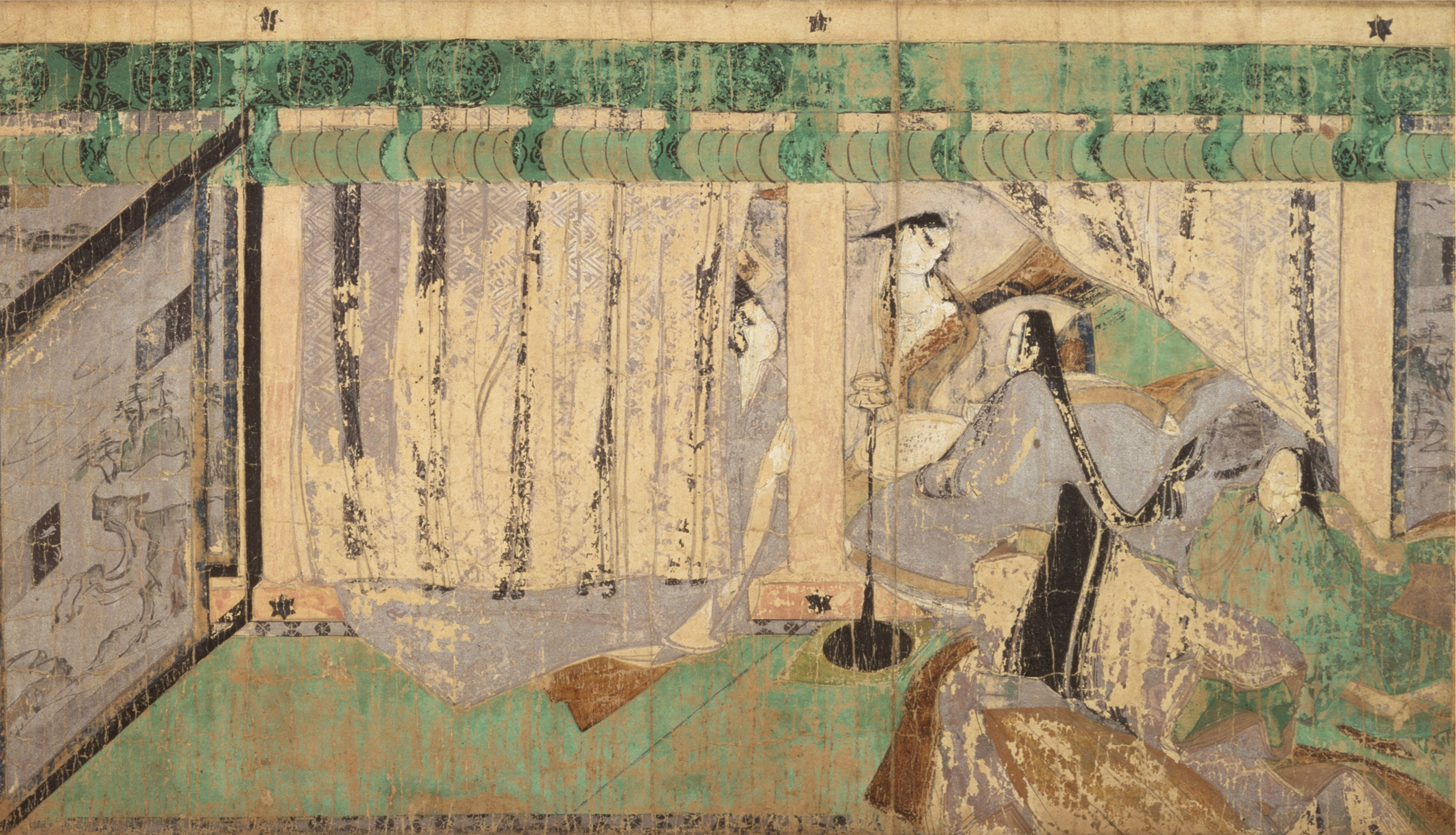
Cap. 37 – 横笛 Yokobue ("Flauta"). Museu de Arte de Tokugawa.

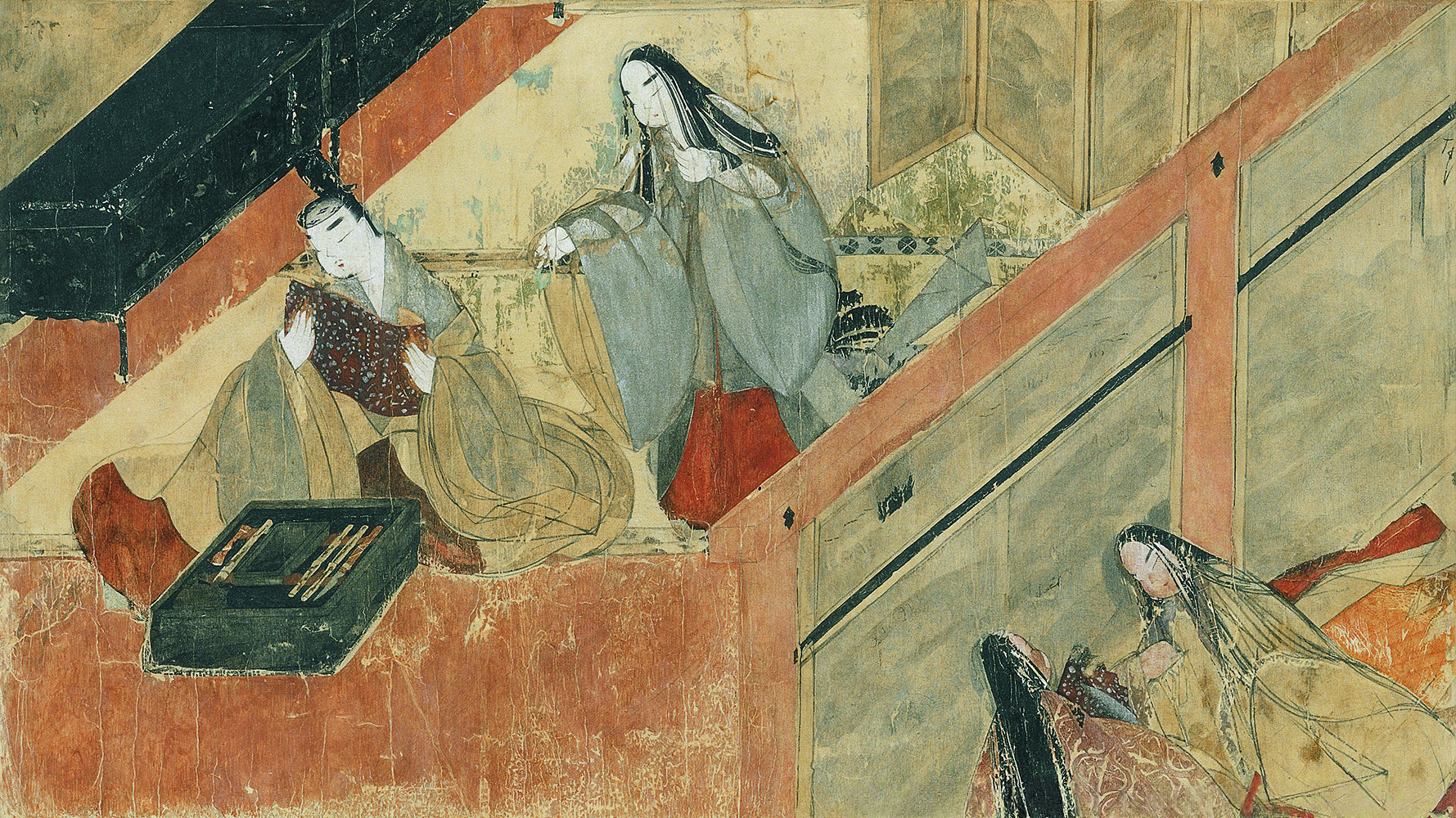
Cap. 39 – 夕霧 Yūgiri ("Névoa Noturna"). Museu de Arte de Tokugawa.

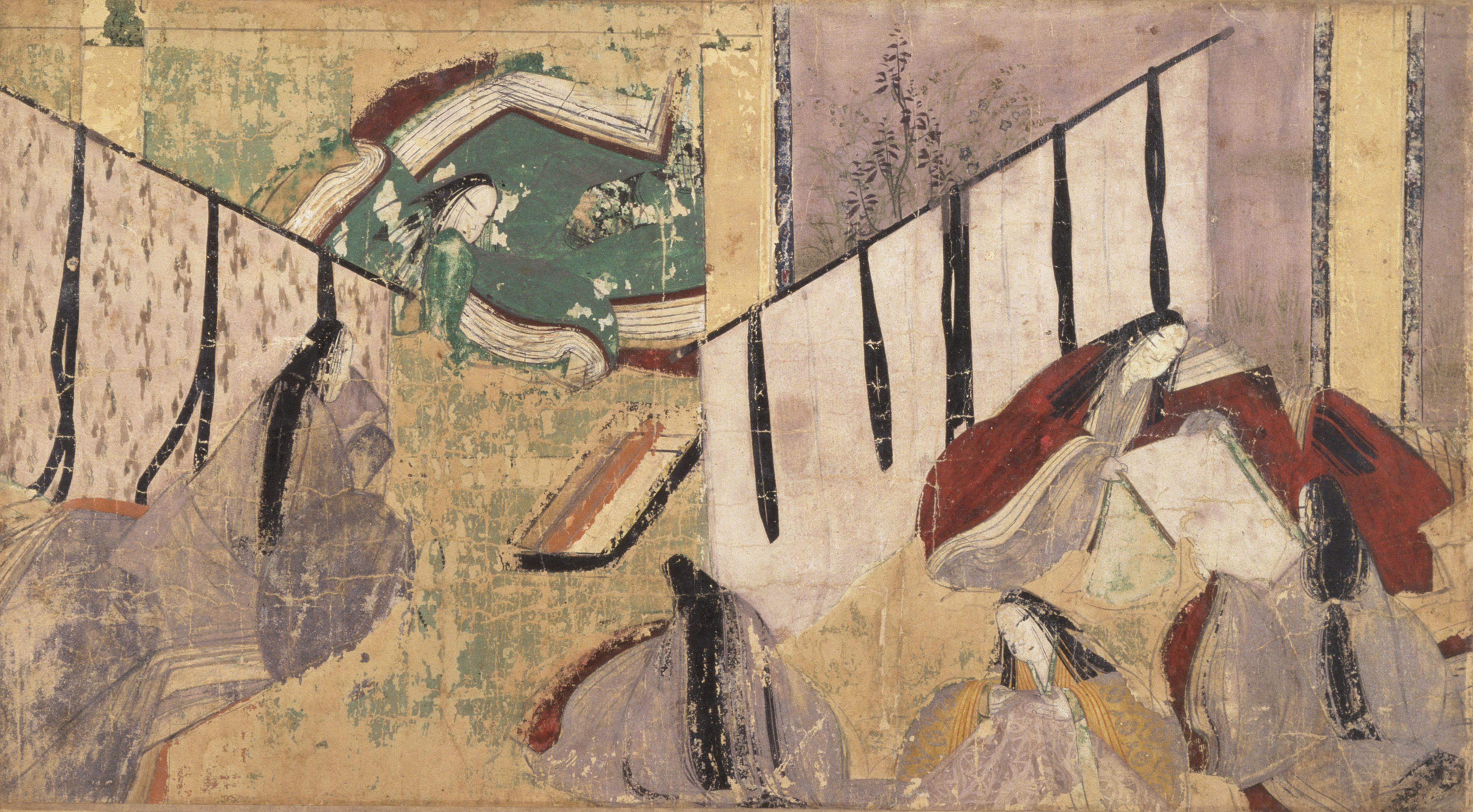
Cap. 48 – 早蕨 Sawarabi. Museu de Arte de Tokugawa.

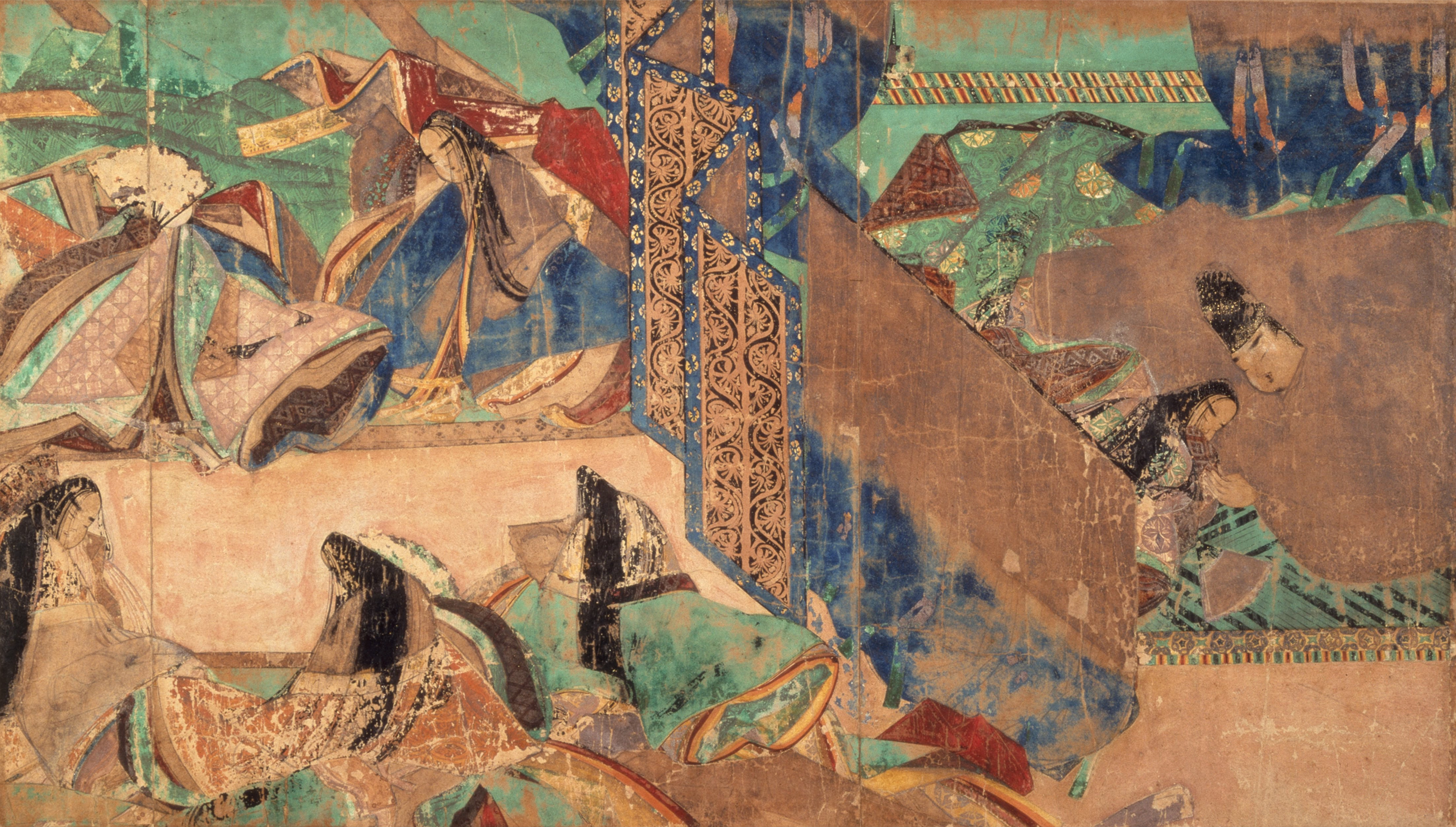
Cap. 48 – 宿り木 Yadorigi ("Hera"). Museu de Arte de Tokugawa.

A obra narra a vida de um filho de um imperador japonês, mostrado para os leitores como Hikaru Genji, ou "Genji Brilhante". Por razões políticas, Genji é relegado ao status de cidadão (ao receber o sobrenome Minamoto) e começa uma carreira como um oficial imperial. O conto se concentra na vida romântica de Genji e descreve os costumes da sociedade aristocrática da época. Muito se fala da boa aparência de Genji.
Genji era o segundo filho de um certo imperador antigo e uma concubina de baixa patente (conhecido pelos leitores como Senhorita Kiritsubo). Sua mãe morre quando Genji tem três anos de idade, e o Imperador não pode esquecê-la. O Imperador, em seguida, ouve sobre uma mulher ("Fujitsubo"), antigamente uma princesa do imperador anterior, que se assemelha a sua concubina falecida e mais tarde se torna uma de suas esposas. Genji a ama primeiro como uma madrasta, mas depois como uma mulher. Eles se apaixonam um pelo outro, mas esse amor é proibido. Genji fica frustrado por causa de seu amor proibido em relação a Fujitsubo e fica em condições ruins com sua esposa (Aoi no Ue). Ele também se envolve em uma série de casos amorosos mal sucedidos com outras mulheres. Na maioria dos casos, seus avanços são rejeitados, sua amante morre subitamente durante o relacionamento, ou ele passa a achar sua amante maçante. Em um caso, ele vê uma bela jovem por uma janela aberta, entra em seu quarto sem permissão, e começa a seduzi-la. Reconhecendo-o como um homem de poder incontestável, ela não resiste.
Genji visita Kitayama, a área rural montanhosa no norte de Kyoto, onde ele encontra uma linda menina de dez anos de idade. Ele fica fascinado por essa menina ("Murasaki"), e descobre que ela é uma sobrinha de Fujitsubo. Finalmente, ele a sequestra, leva-a a seu próprio palácio e a educa para ser sua mulher ideal; igual a Fujitsubo. Durante este tempo Genji também encontra-se com Fujitsubo secretamente, e ela leva o seu filho. Todos, exceto os dois amantes, acreditam que o pai da criança é o Imperador. Mais tarde, o menino torna-se o Príncipe herdeiro e Fujitsubo torna-se a Imperatriz, mas Genji e Fujitsubo juram para manter seu segredo.
Genji e sua esposa Aoi se reconciliam e ela dá à luz um filho, mas ela morre logo depois. Genji fica triste, mas encontra consolo em Murasaki, com quem ele se casa. O pai de Genji, o Imperador, morre e os seus inimigos políticos, o ministro da Direita e a mãe do novo Imperador ("Kokiden") tomam o poder na corte. Em seguida, outro dos relacionamentos secretos de Genji fica exposto: Genji e uma concubina de seu irmão, o Imperador Suzaku, são descobertos quando se encontravam em segredo. O Imperador confessa seu contentamento pessoal em descobrir Genji com a mulher ("Oborozukiyo"), mas tem o dever de punir seu meio-irmão. Genji é, portanto, exilado na cidade de Suma-ku, na zona rural da província de Harima (agora parte da cidade de Kobe, província de Hyogo). Lá, um homem próspero de Akashi, na província de Settsu, (conhecido como o Iniciante de Akashi) cuida de Genji, e ele passa a ter um caso amoroso com a filha de Akashi. Ela dá à luz uma filha. Esta filha única de Genji, que mais tarde, torna-se a Imperatriz.
Na Capital, o Imperador fica perturbado por sonhos com seu falecido pai e algo começa a afetar seus olhos. Enquanto isso, sua mãe adoece, o que enfraquece a sua influência sobre o trono. Assim, o Imperador ordena o perdão de Genji e ele retorna a Kyoto. Seu filho com Fujitsubo torna-se o imperador e Genji termina sua carreira imperial. O novo imperador Reizei sabe que Genji é seu verdadeiro pai, e eleva o status de Genji para o mais alto possível.
No entanto, quando Genji completa 40 anos de idade, sua vida começa a declinar. Seu status político não muda, mas seu amor e vida emocional estão lentamente se danificando. Ele se casa com outra mulher, a "Terceira Princesa" (conhecida como Onna san no miya na versão de Seidensticker, ou Nyōsan na de Waley). Mais tarde, ela carrega o filho do sobrinho de Genji ("Kaoru"). O novo casamento de Genji muda a relação entre ele e Murasaki, que agora deseja tornar-se freira.
Murasaki, a amada de Genji, morre. No capítulo seguinte, Maboroshi ("Ilusão"), Genji contempla como a vida é passageira. Imediatamente após Maboroshi, há um capítulo intitulado Kumogakure ("Desaparecido nas nuvens"), que é deixado em branco, mas insinua a morte de Genji.
O resto do trabalho é conhecido como os "capítulos de Uji". Estes capítulos tratam de Niou e Kaoru, que são grandes amigos. Niou é um príncipe imperial, o filho da filha de Genji, a Imperatriz atual agora que Reizei abdicou do trono, enquanto Kaoru é conhecido por todos como filho de Genji mas é, na verdade, o filho do sobrinho de Genji. Os capítulos envolvem a rivalidade entre Kaoru e Niou sobre várias filhas de um príncipe imperial que vive em Uji, um lugar a alguma distância da capital. O conto termina abruptamente, com Kaoru se perguntando se a mulher que ele ama está sendo escondida por Niou. Kaoru é considerado por alguns primeiro anti-herói da literatura.

## Conclusão
O conto termina abruptamente, no meio de uma frase. As opiniões variam sobre se o final era a conclusão prevista pela autora. Arthur Waley, que fez a primeira tradução em inglês de todo o Genji Monogatari, acreditava que o trabalho foi de fato terminado. Ivan Morris, autor de O Mundo do Príncipe Brilhante, acreditava que a história não foi completa, mas apenas algumas páginas ou um capítulo no máximo, "desapareceram". Edward Seidensticker, que fez a segunda tradução do Genji, acredita que ele não foi terminado, e que Murasaki Shikibu não tinha uma estrutura planejada da história com um "final" e simplesmente foi escrevendo enquanto podia.

## Contexto literário
A leitura do manuscrito é considerada bastante difícil, inclusive por pessoas do Japão, devido a diversos fatores. Primeiro, durante o período Heian, a realeza considerava de bom gosto falar citando ou parafraseando refrões ou poesias. A obra foi escrita para, ou seja, dirigindo-se às mulheres da realeza do período Heian, uma época em que a prática geral era não se referir a uma pessoa diretamente pelo seu nome. Justamente por isso é que no livro os personagens masculinos são chamados por seu cargo, ou título, qualificação, etc. enquanto que as mulheres recebem sua identidade baseado em seus trajes, sua relação a algum personagem importante ou mesmo as primeiras palavras proferidas por uma mulher ao entrar em cena.
Outro aspecto da linguagem é a importância do uso de poesia nos diálogos. Modificar ou reformular um poema clássico de acordo com a situação atual era um comportamento esperado no dia a dia da corte Heian, e muitas vezes servia para comunicar insinuações. Os poemas em Genji no Monogatari são frequentemente em japonês clássico, na forma de tanka. Muitos dos poemas eram bem conhecidos do público-alvo, por isso normalmente só as primeiras linhas são dadas e o leitor deve completar o pensamento por si próprio, assim como hoje é possível dizer "Em terra de cego..." e deixar o resto do ditado ("... quem tem um olho é rei") não dito.
Outra dificuldade é o fato de que o romance foi escrito em caracteres tipo kana, devido ao fato de que os caracteres kanji eram reservados para serem escritos somente por homens, gerando muitas palavras ambígüas no texto, termos que não são facilmente deduzíveis nem mesmo em seu devido contexto. Apesar de ter escrito a obra em kanji, sabe-se que a autora era exímia com os caracteres chineses os quais, aliás, foram introduzidos no Japão para servir de forma escrita da língua japonesa (o que também ocorreu em outras culturas do mundo oriental, fazendo dos caractéres chineses uma forma de língua franca na região).
Tirando o vocabulário relacionado à política e ao budismo, Genji Monogatari contém poucas palavras originárias do chinês (Kango). Isso tem o efeito de dar à história um fluxo muito suave. No entanto, ele também introduz uma confusão: há muitos homófonos (palavras com a mesma pronúncia, mas significados diferentes) e, para os leitores modernos, o contexto nem sempre é suficiente para determinar qual o significado pretendido.
Murasaki não foi nem a primeira nem a última escritora do período Heian, nem Genji foi o primeiro exemplo de um "monogatari". Pelo contrário, O Conto de Genji está acima de outros contos de sua época da mesma forma que as peças de William Shakespeare ofuscaram os outros teatros isabelinos.

## Leitura moderna

### Japonês

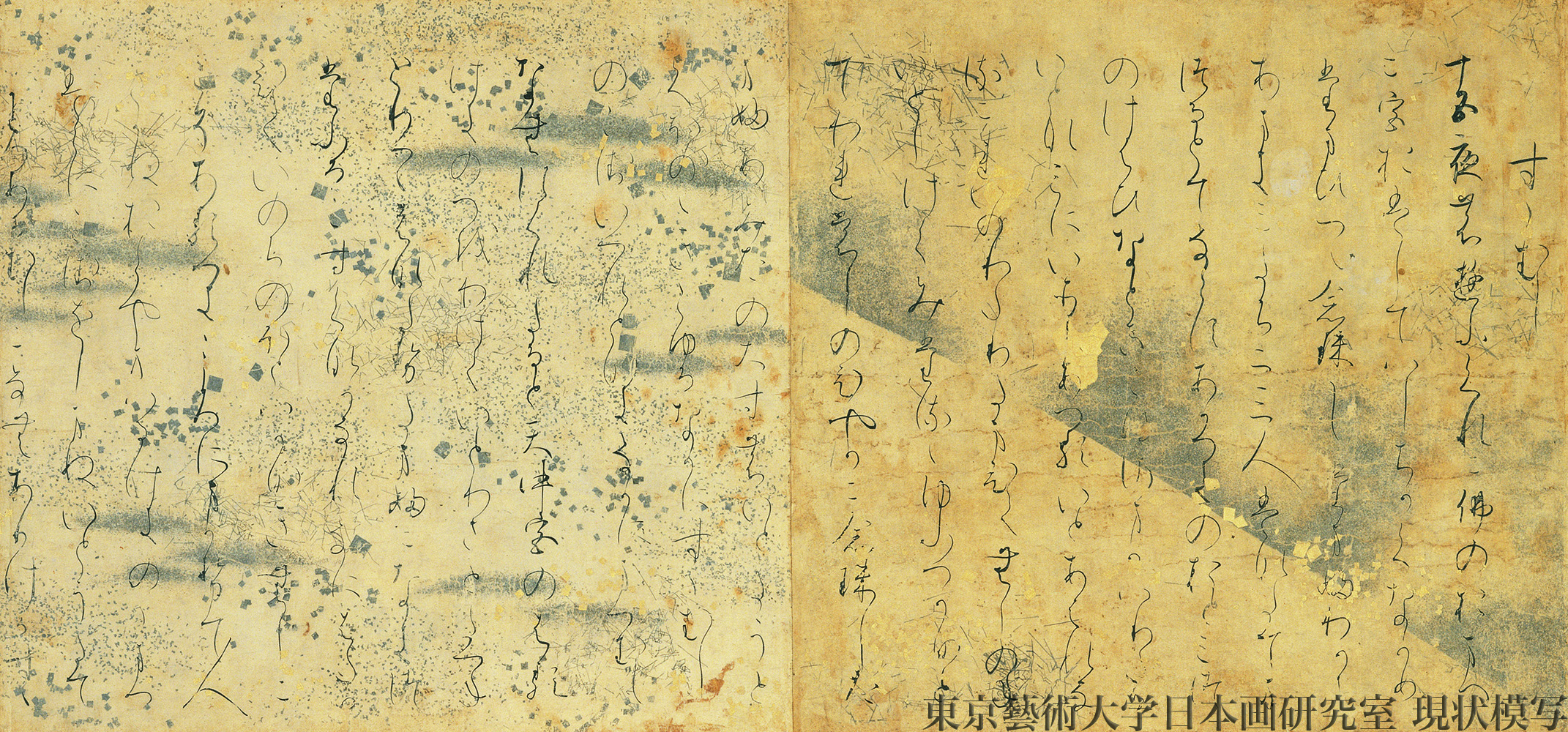
Páginas do rolo ilustrado do século XII

A complexidade do estilo mencionado na seção anterior torna-o ilegível por uma pessoa média japonesa sem um estudo dedicado da linguagem do conto.
Portanto, as traduções para japonês moderno e outras línguas resolvem estes problemas através da modernização da língua, infelizmente perdendo uma parte dos significados, e dando nomes aos personagens (geralmente os nomes tradicionais utilizados pelos acadêmicos). Isto dá origem a anacronismos; por exemplo, a primeira esposa de Genji é chamada de Aoi, porque ela é conhecida como a dama do capítulo Aoi, no qual ela morre.
Os estudiosos e escritores tentaram traduzi-lo. A primeira tradução para o japonês moderno foi feita pela poetisa Akiko Yosano. Outras traduções conhecidas foram feitas pelos romancistas Junichiro Tanizaki e Enchi Fumiko.
Devido à diferença cultural, a leitura de uma versão anotada do Conto de Genji é bastante comum, mesmo entre os japoneses. Existem várias versões anotadas por romancistas, incluindo Seiko Tanabe, Osamu Hashimoto e Setouchi Jakucho. Muitas obras, incluindo as séries de mangá e diversos seriados de televisão, são derivados de O Conto de Genji. Houve pelo menos cinco adaptações de Genji Monogatari para o mangá . Uma versão para o manga de Waki Yamato, Asakiyumemishi (O Conto de Genji em português), é muito popular entre os jovens japoneses, e outra versão, por Maki Miyako, ganhou o Shogakukan Manga Award em 1989.
A maioria dos alunos japoneses do ensino médio lêem seleções de Genji Monogatari (o original, e não uma tradução) em suas aulas de japonês.

## Estrutura da obra
O romance é tradicionalmente dividido em três partes, os dois primeiros tratando sobre a vida de Genji, e o último lidando com os primeiros anos de dois dos descendentes proeminentes de Genji, Niou e Kaoru. Existem também vários capítulos curtos de transição, que são geralmente agrupados separadamente e cuja autoria é às vezes questionada.
1. A ascensão e queda de Genji
  1. Juventude, capítulos 1-33: Amor, romance, e exílio
  2. Sucesso e retrocessos, capítulos 34-41: Um gosto de poder e a morte de sua amada esposa
2. A transição (capítulos 42-44): episódios muito curtos após a morte de Genji
3. Uji, capítulos 45-54: descendentes oficiais e secretos de Genji, Niou e Kaoru

Alguns estudiosos modernos alegam que o capítulo 54, o último do conto, "A Ponte Flutuante dos Sonhos", é uma seção separada da parte de Uji. Ele parece continuar a história dos capítulos anteriores, mas o título de seu capítulo é curiosamente abstrato. É o único capítulo cujo título não tem nenhuma referência clara no texto, mas isso pode acontecer porque o capítulo é inacabado (Esta dúvida é mais difícil porque não se sabe exatamente quando os capítulos adquiriram seus títulos).
O livro sobre o romance de Genji está dividido em cinqüenta e quatro capítulos, conforme transcrito abaixo:
Primeira parte:
- 1 Kiritsubo   (桐壺, きりつぼ)
- 2 Hahakigi   (帚木, ははきぎ)
- 3 Utsusemi   (空蝉, うつせみ)
- 4 Yuugao   (夕顔, ゆうがお)
- 5 Waka murasaki   (若紫, わかむらさき)
- 6 Suetsumu hana   (末摘花, すえつむはな)
- 7 Momiji no ga   (紅葉賀, もみじのが)
- 8 Hana no en   (花宴, はなのえん)
- 9 Aoi   (葵, あおい)
- 10 Sakaki   (賢木, さかき)
- 11 Hanachirusato   (花散里, はなちるさと)
- 12 Suma   (須磨, すま)
- 13 Akashi   (明石, あかし)
- 14 Miotsukushi   (澪標, みおつくし)
- 15 Yomogiu   (蓬生, よもぎう)
- 16 Sekiya   (関屋, せきや)
- 17 E-awase   (絵合, えあわせ)
- 18 Matsukaze   (松風, まつかぜ)
- 19 Usugumo   (薄雲, うすぐも)
- 20 Asagao   (朝顔, あさがお)
- 21 Otome   (少女, おとめ)
- 22 Tamakazura   (玉鬘, たまかずら)
- 23 Hatsune   (初音, はつね)
- 24 Kochou   (胡蝶, こちょう)
- 25 Hotaru   (螢, ほたる)
- 26 Tokonatsu   (常夏, とこなつ)
- 27 Kagaribi   (篝火, かがりび)
- 28 Nowaki   (野分, のわき)
- 29 Miyuki   (行幸, みゆき)
- 30 Fujibakama   (藤袴, ふじばかま)
- 31 Maki bashira   (真木柱, まきばしら)
- 32 Ume ga e   (梅枝, うめがえ)
- 33 Fuji no uraba   (藤裏葉, ふじのうらば)

Segunda parte:
- 34 Wakana   (若菜, わかな)
- 35 Kashiwagi   (柏木, かしわぎ)
- 36 Yokobue   (横笛, よこぶえ)
- 37 Suzumushi   (鈴虫, すずむし)
- 38 Yuugiri   (夕霧, ゆうぎり)
- 39 Minori   (御法, みのり)
- 40 Maboroshi   (幻, まぼろし)
- 41 Kumo gakure   (雲隠, くもがくれ)

Terceira parte Uji
- 42 Niou no miya   (匂宮, におうのみや)
- 43 Koubai   (紅梅, こうばい)
- 44 Takekawa   (竹河, たけかわ)
- 45 Hashi hime   (橋姫, はしひめ)
- 46 Shii ga moto   (椎本, しいがもと)
- 47 Agemaki   (総角, あげまき)
- 48 Sawarabi   (早蕨, さわらび)
- 49 Yadorigi   (宿木, やどりぎ)
- 50 Azumaya   (東屋, あずまや)
- 51 Ukifune   (浮舟, うきふね)
- 52 Kagerou   (蜻蛉, かげろう)
- 53 Tenarai   (手習, てならい)
- 54 Yume no ukihashi   (夢浮橋, ゆめのうきはし)

O capítulo adicional entre 41 e 42 em alguns manuscritos é chamado de 云 隠 (Kumogakure), que significa "Desaparecido nas nuvens" - o capítulo possui apenas um título, e, provavelmente, pretendia evocar a morte de Genji. Alguns estudiosos têm defendido a existência de um capítulo entre o 1 e o 2, que foi perdido, que teria introduzido alguns personagens que (como está agora) aparecem muito abruptamente.
Mais tarde, autores compuseram capítulos adicionais, na maioria das vezes entre o 41 e o 42, ou após o término.

## Manuscritos
O manuscrito original escrito por Murasaki Shikibu não existe mais. Numerosas cópias, totalizando cerca de 300 documentos, de acordo com Ikeda Kikan, existem com algumas diferenças entre eles. Pensa-se que muitas vezes Shikibu voltou e editou manuscritos antigos a fim de introduzir discrepâncias em relação às cópias anteriores.
Os vários manuscritos são classificados em três categorias:
- Kawachibon (河内 本)
- Aobyōshibon (青 表 纸 本)
- Beppon (别 本)

No século XIII, duas grandes tentativas de Minamoto no Chikayuki e Fujiwara Teika foram feitas para editar e revisar os diferentes manuscritos. O manuscrito Chikayuki é conhecido como o Kawachibon; foram feitas muitas edições no início de 1236 e concluídas em 1255. O manuscrito Teika é conhecido como o Aobyōshibon; suas edições são mais conservadoras e voltadas para melhor representar o original. Estes dois manuscritos foram usados como base para muitas cópias no futuro.
A categoria Beppon representa todos os outros manuscritos que não pertencem a Kawachibon ou Aobyōshibon. Isto inclui manuscritos mais antigos e incompletos, manuscritos misturados derivados do Kawachibone do Aobyōshibon, além de comentários.
Em 10 de março de 2008, foi anunciado que um manuscrito do final do período Kamakura foi encontrado em Kyoto. É o sexto capítulo, "Suetsumuhana", e possui 65 páginas. A maioria dos manuscritos remanescentes são baseadas em cópias do manuscrito Teika, que introduziu revisões no original. Este manuscrito recém-descoberto pertence a uma linhagem diferente e não foi influenciado pelo Teika. O professor Tokurō Yamamoto, que examinou o manuscrito disse: "Esta é uma descoberta muito preciosa tendo em vista que manuscritos do período Kamakura são bastante raros." O professor Yōsuke Kato disse: "Esta é uma descoberta importante, pois confirma que os manuscritos fora os de Teika estavam sendo lidos durante o período Kamakura."
Em 29 de outubro de 2008, a Universidade Feminina de Konan anunciou que um manuscrito de meados do período Kamakura foi encontrado. É o capítulo 32,Umegae, e é reconhecida como a mais antiga cópia existente deste capítulo, datando entre 1240-1280. Este manuscrito beppon tem 74 páginas de extensão e difere de manuscritos Aobyōshi em pelo menos quatro lugares, aumentando a "possibilidade de que o conteúdo pode estar mais parecido do desconhecido manuscrito original de Shikibu Murasaki".

## Rolo ilustrado

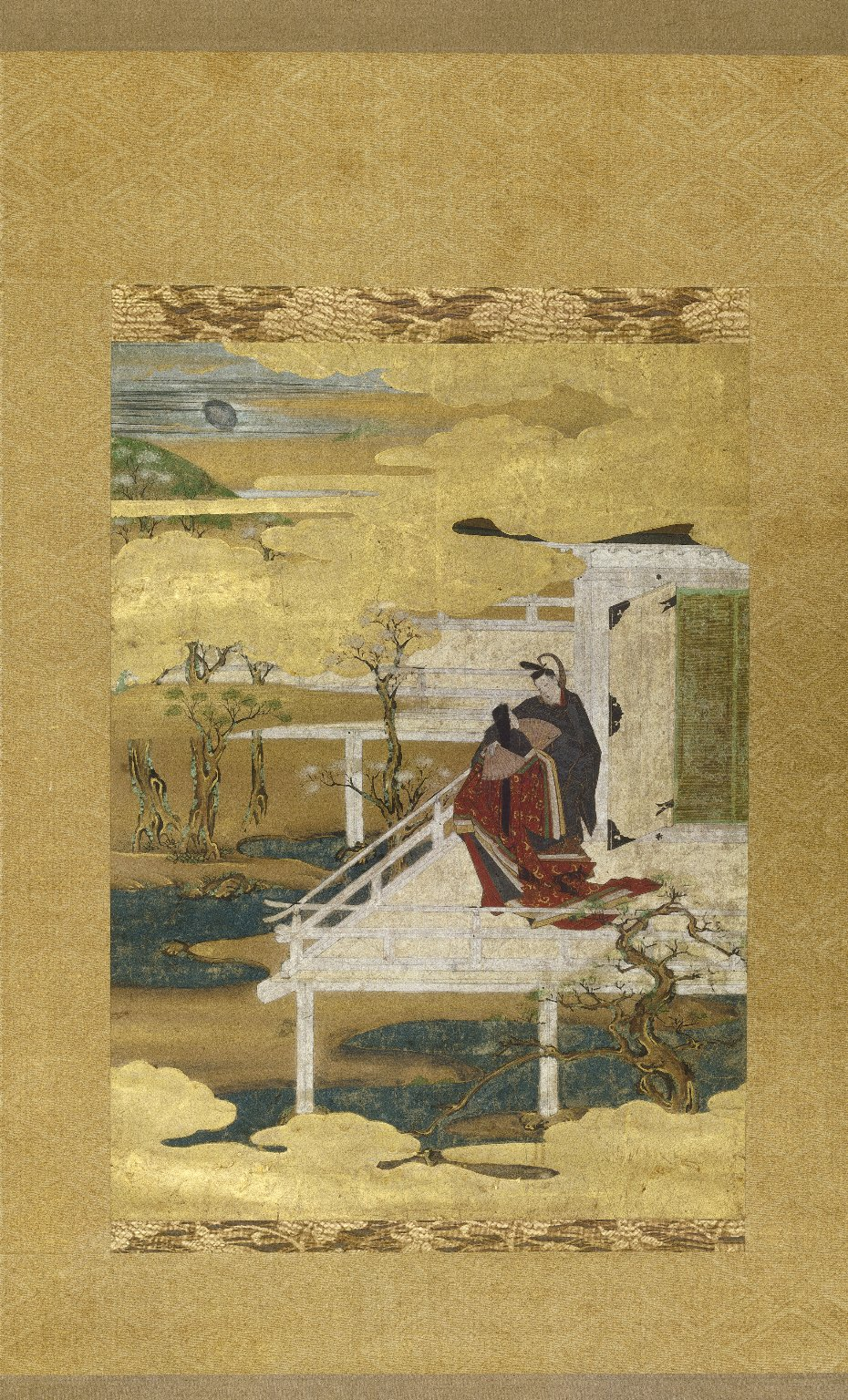
Rolo à tinta de pendurar do final do século XVI ou início do século XVII e uma folha de ouro ilustrando uma cena de Genji.

Um pergaminho do século XII, o Genji Monogatari Emaki, contém cenas ilustradas de Genji juntamente com textos sōgana manuscritos. Este pergaminho é o mais antigo exemplo existente de um "rolo de imagem" japonês: ilustrações coletadas e caligrafia de um único trabalho. Acredita-se que a coleção original era composta de 10 a 20 rolos e abrangia todos os 54 capítulos. As peças existentes incluem apenas 19 ilustrações e 65 páginas de texto, além de nove páginas de fragmentos. Estima-se que isso represente cerca de 15% do trabalho original. O Museu de Arte Tokugawa, em Nagoya, possui três dos pergaminhos que pertencia ao ramo do clã Tokugawa da antiga província de Owari e um rolo de propriedade da família Hachisuka está agora no Museu Gotoh, em Tóquio. Os pergaminhos são considerados Tesouros Nacionais do Japão. Os pergaminhos são tão frágeis que eles normalmente não são mostrados ao público. Os pergaminhos originais do Museu Tokugawa foram mostrados entre 21 novembro e 29 novembro de 2009. Desde o ano 13 da era Heisei, sempre foram exibidos no Museu Tokugawa por cerca de uma semana em novembro. Uma fotoreprodução ampliada inglesa com tradução foram impressas em uma edição limitada pela Kodansha International (Tale of Genji Scroll, ISBN 0-87011-131-0).
Outras versões notáveis foram feitas por Tosa Mitsuoki, que viveu de 1617 a 1691. Suas pinturas são fortemente baseadas no estilo Heian a partir dos pergaminhos existentes desde o século XII e estão totalmente completas. O conto também foi um tema popular nas pinturas de Ukiyo-e a partir do período Edo.

## Adaptações cinematográficas
O Conto de Genji foi adaptado para o cinema várias vezes: em 1951 pelo diretor Kōzaburō Yoshimura, em 1966 pelo diretor Kon Ichikawa, e em 1987 pelo diretor Gisaburo Sugii. Este último é um anime que não é uma versão completa, basicamente cobrindo os primeiros 12 capítulos, ao mesmo tempo em que incluiu alguma motivação psicológica que não estava explícita no romance.
Em 2001, Tonko Horikawa fez uma adaptação com um elenco só de mulheres. No filme, Sennen no Koi - Hikaru Genji Monogatari ("Genji, Um Amor de Mil Anos"), Murasaki conta a história de Genji para uma menina como uma lição sobre o comportamento dos homens. O filme Yokihi (ou Princesa Yang Kwei-fei) de Kenji Mizoguchi, de 1955, pode ser visto como uma espécie de prelúdio para Genji.
No início de 2009, Genji Monogatari Sennenki, um anime que passou na TV com onze episódios e foi baseado em Genji Monogatari, foi exibido na televisão japonesa. Esta adaptação foi dirigida por Osamu Dezaki.
Em 2010, outra adaptação cinematográfica foi feita. No ano seguinte foi lançado o filme Genji Monogatari: Sennen no Nazo (O Conto de Genji: O Mistério de Mil Anos, em português) do diretor Tsuruhashi Yasuo.

## Adaptações para ópera
O Conto de Genji também foi adaptado para uma ópera de Minoru Miki, composta em 1999 e que estreou no ano seguinte no Teatro Ópera de Saint Louis, com libreto original de Colin Graham (em inglês), que depois foi traduzido para o japonês pelo compositor.